# 멕시코 생태주의녹색당
멕시코 생태주의녹색당은 (스페인어: Partido Verde Ecologista de México, 줄임말 PVEM)은 멕시코의 생태주의 정당으로, 노동당과 함께 국가재생운동이 주도하는 안드레스 마누엘 로페스 오브라도르 정부를 구성하고 있다.